# Le Bousquet
Le Bousquet ist eine französische Gemeinde  mit 44 Einwohnern (Stand: 1. Januar 2022) im Département Aude in der Region Okzitanien. Sie gehört zum Kanton La Haute-Vallée de l’Aude im Arrondissement Limoux. Die Bewohner nennen sich Bousquetois (französisch) oder Bousquetas (okzitanisch). 

## Lage
Le Bousquet ist eine der Anrainergemeinden des Bergmassivs Massif du Madrès. Nachbargemeinden sind Bessède-de-Sault im Norden, Roquefort-de-Sault im Osten, Counozouls und Mosset im Südosten, Sansa im Süden, Réal und Puyvalador im Südwesten und Escouloubre im Westen.

## Bevölkerungsentwicklung
| Jahr      | 1962 | 1968 | 1975 | 1982 | 1990 | 1999 | 2008 | 2015 |
| --------- | ---- | ---- | ---- | ---- | ---- | ---- | ---- | ---- |
| Einwohner | 90   | 68   | 47   | 39   | 52   | 53   | 47   | 42   |